# Чукву, Кристиан
Кристиан Окоро Чукву (англ. Christian Okoro Chukwu; 4 января 1951 — 12 апреля 2025) — нигерийский футболист и футбольный тренер.

## Карьера

### Футболиста
Выступал на позиции защитника за клуб «Энугу Рейнджерс». Он был его капитаном. Несколько лет Чукву вызывался в расположение сборной Нигерии, в составе которой он в 1980 году становился победителем домашнего Кубка африканских наций.

### Тренера
После завершения карьеры работал в Ливане. В 1998 году Чукву возглавлял сборную Кении. В 2002 году специалист был назначен на пост главного тренера нигерийцев. Под его руководством «суперорлы» в 2004 году стали третьими Кубке африканских наций в Тунисе, однако затем неудачно выступили в отборочном этапе к Чемпионату мира 2006 года, после чего Чукву покинул свою должность. Позднее работал с местными командами. В 2017 году стал президентом «Энугу Рейнджерс».

## Прочее
С апреля 2019 года Кристиан Чукву боролся с серьёзной болезнью. Футбольная федерация Нигерии помогала тренеру оплатить лечение в США. Финансовую поддержку на борьбу с недугом ему также оказывал местный миллиардер Феми Отедола.
Скончался 12 апреля 2025 года.

## Достижения

### Футболиста
- Победитель Кубка африканских наций: 1980.
- Бронзовый призёр Кубка африканских наций: 1978.
- Победитель Кубка обладателей кубков КАФ: 1977.
- Финалист Кубка чемпионов КАФ: 1975.
- Чемпион Нигерии (4): 1974, 1975, 1977, 1981.
- Обладатель Кубка Нигерии (4): 1974, 1975, 1976, 1981.
- Финалист Кубка Нигерии: 1971.

### Тренера
- Бронзовый призёр Кубка африканских наций: 2004.